# Clifton Collins junior

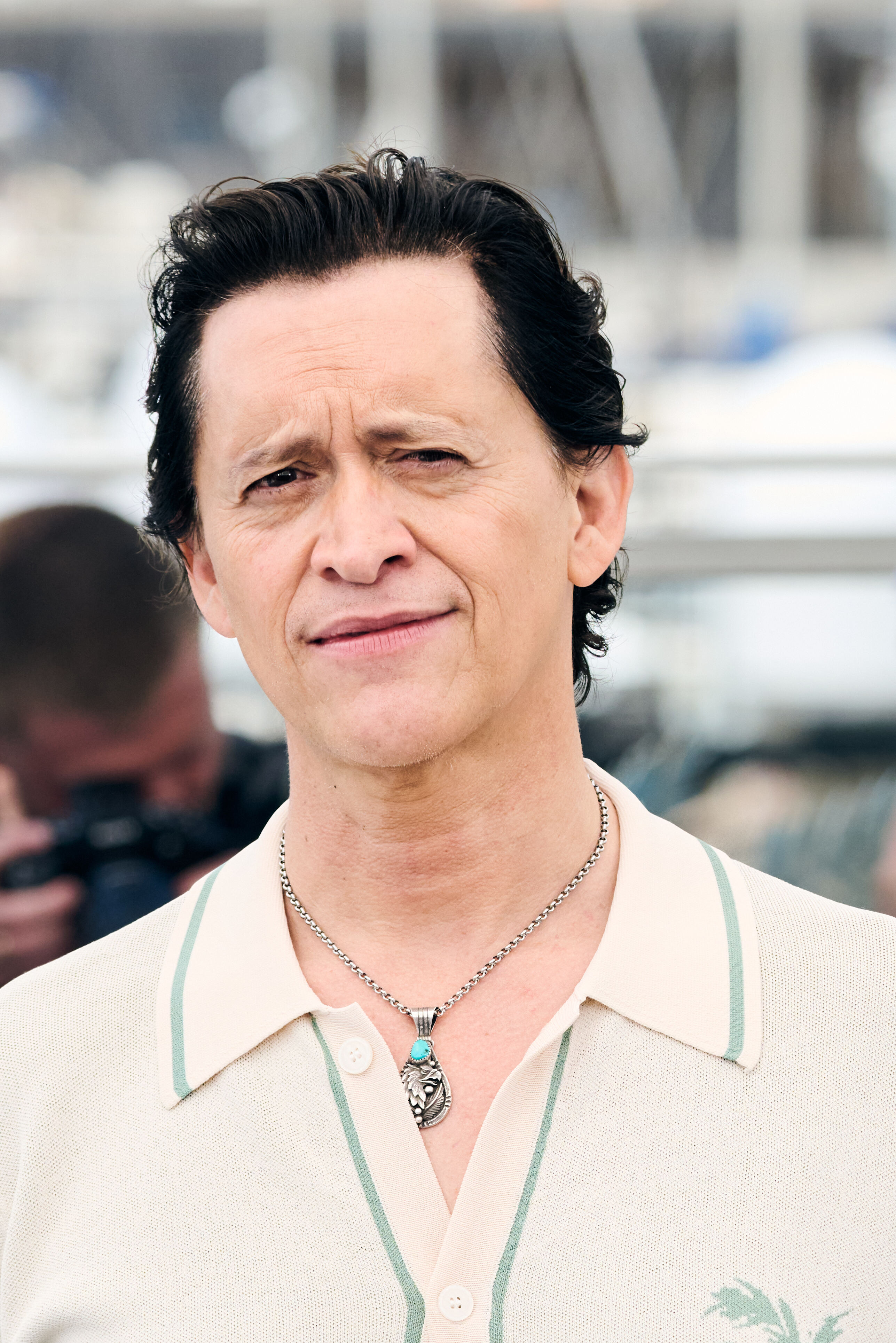
Clifton Collins (2025)

Craig Clifton Collins junior (* 16. Juni 1970 in Los Angeles, Kalifornien) ist ein US-amerikanischer Filmschauspieler und Filmproduzent mexikanischer Abstammung.

## Persönliches
Clifton Collins junior kommt aus einer aus Mexiko stammenden Künstlerfamilie. 1990 änderte er seinen Namen in Clifton Gonzalez Gonzalez, seinem Großvater Pedro Gonzalez Gonzalez zu Ehren. Dieser war ebenfalls ein Schauspieler, vor allem in Komödien und Western, in denen er unter anderem mit John Wayne spielte. Im Jahr 2000, nach dem Tod seines Vaters, nannte er sich dann wieder in Clifton Collins junior um.

## Filmografie (Auswahl)

### Filme
- 1993: Fortress – Die Festung (Fortress)
- 1993: Menace II Society
- 1993: Poetic Justice
- 1994: Chicks (The Stoned Age)
- 1996: Immer Ärger mit Sergeant Bilko (Sgt. Bilko)
- 1997: 187 – Eine tödliche Zahl (One Eight Seven)
- 1998: The Replacement Killers – Die Ersatzkiller (The Replacement Killers)
- 1998: Ein Anzug für jede Gelegenheit (The Wonderful Ice Cream Suit)
- 1998: Price of Glory
- 1999: Light It Up
- 2000: Tigerland
- 2000: Road Dogz
- 2000: Traffic – Macht des Kartells (Traffic)
- 2001: Die letzte Festung (The Last Castle)
- 2002: Die Regeln des Spiels (The Rules of Attraction)
- 2002: American Girl
- 2003: I Witness
- 2004: Mindhunters
- 2005: Dirty
- 2005: Capote
- 2006: Babel
- 2008: Under Still Waters
- 2009: Der blutige Pfad Gottes 2 (The Boondock Saints II: All Saints Day)
- 2009: Sunshine Cleaning
- 2009: Crank 2: High Voltage (Crank: High Voltage)
- 2009: Star Trek
- 2009: Ausgequetscht (Extract)
- 2009: Horsemen
- 2010: The Experiment
- 2010: Scott Pilgrim gegen den Rest der Welt (Scott Pilgrim vs. the World)
- 2013: Parker
- 2013: Pacific Rim
- 2014: Transcendence
- 2015: Man Down
- 2015: Stung
- 2016: Triple 9
- 2016: Dark Web – Kontrolle ist eine Illusion (Hacker)
- 2017: The Safe – Niemand wird verschont (The Vault)
- 2017: Small Town Crime
- 2017: M.F.A.
- 2017: A Crooked Somebody
- 2017: The Safe – Niemand wird verschont (The Vault)
- 2017: Cabeza Madre
- 2018: The Mule
- 2018: Super Troopers 2
- 2019: Honey Boy
- 2019: Waves
- 2019: Running with the Devil
- 2019: Once Upon a Time in Hollywood
- 2021: Breaking News in Yuba County
- 2021: After Yang
- 2021: Nightmare Alley
- 2023: Royal Blue (Red, White & Royal Blue)
- 2024: The Bricklayer – Tödliche Geheimnisse (The Bricklayer)
- 2025: By Design
- 2025: Train Dreams
- 2025: Eddington

### Fernsehserien
- 1996: Walker, Texas Ranger
- 1997: New York Cops – NYPD Blue (NYPD Blue)
- 1997: Emergency Room – Die Notaufnahme (ER)
- 1998: Diagnose: Mord (Diagnosis Murder)
- 2002: Twilight Zone
- 2003: Alias – Die Agentin (Alias)
- 2006: Thief (Miniserie)
- 2007: The Shield – Gesetz der Gewalt (The Shield)
- 2007: Masters of Science Fiction
- 2010–2011: The Event
- 2011: CSI: NY
- 2013: Red Widow
- 2015–2017: Ballers
- 2016–2020: Westworld

## Auszeichnungen
- 2000: Screen Actors Guild Award für das beste Ensemble in Traffic
- 2005: Nominierung für den Screen Actors Guild Award für das beste Ensemble in Capote
- 2006: Phoenix Film Festival Award für das beste Ensemble in Little Chenier
- 2006: Nominierung für den Emmy als bester Nebendarsteller in Thief
- 2009: Boston Society of Film Critics Award für das beste Ensemble in Star Trek